# Dovha Pustoș, Novi Sanjarî
Dovha Pustoș (în ucraineană Довга Пустош) este un sat în comuna Drabînivka din raionul Novi Sanjarî, regiunea Poltava, Ucraina.

## Demografie
Componența lingvistică a localității Dovha Pustoș
     Ucraineană (96,74%)
     Rusă (3,26%)
Conform recensământului din 2001, majoritatea populației localității Dovha Pustoș era vorbitoare de ucraineană (96,74%), existând în minoritate și vorbitori de rusă (3,26%).